# 段深 (后梁)
段深（?—?），五代时后梁医家。籍贯不详。
开平年间，因为善医为待诏翰林，当时梁太祖朱温抱病已久，小便很混浊，为某医者治之得验，不久复发，想要服石药。召段深询问，段深为朱温治病、论医道。按太仓公淳于意传：“中热不溲者，不可服石，“先宜治心，心和平而溲变清，当进饮剂，而不当粒石也”。朱温赞同他的话，令他进饮剂，以药剂代粒石，疾病有所好转。段深于是获赐币帛。    

## 延伸阅读
[在维基数据编辑]
 《舊五代史·卷24》，出自薛居正《舊五代史》